# Lichen foliacé

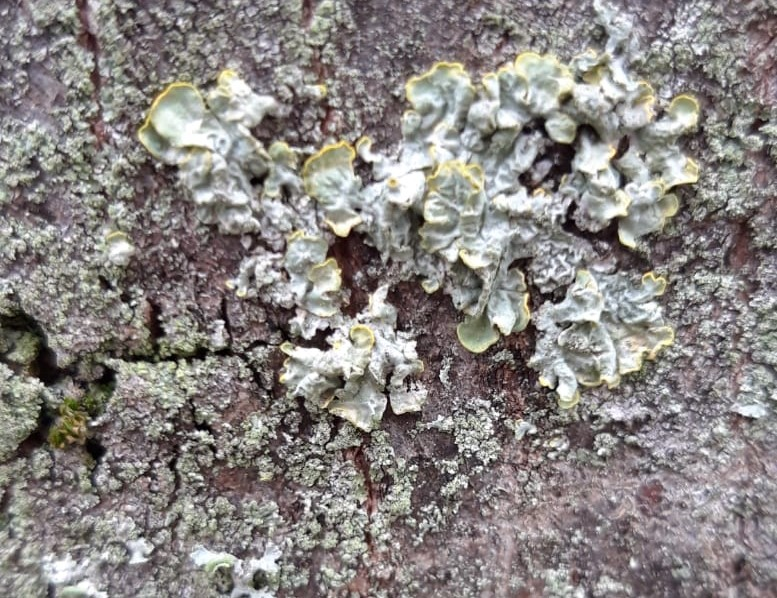
Photographie de lichen foliacé sur un tronc d'arbre, prise à l'occasion d'une activité Lichens Go!, France.

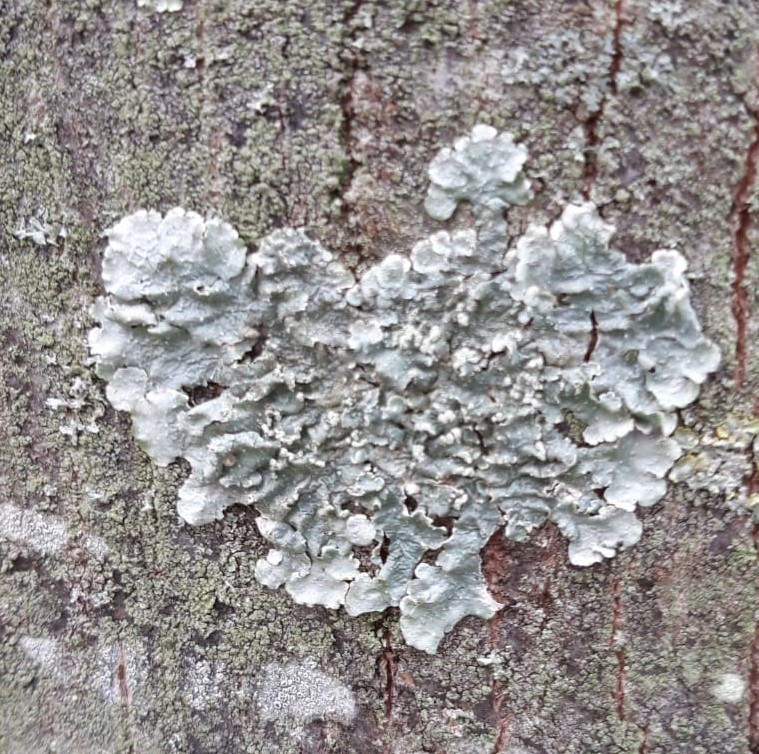
Photographie de lichen foliacé sur un tronc d'arbre, prise à l'occasion d'une activité Lichens Go!, France.

Le lichen foliacé est l'un des six types de lichens distingués par les lichénologues selon l'aspect global de leur thalle.

## Dénomination
Le terme foliacé fait référence au thalle en forme de feuille.

## Description
Le lichen foliacé se distingue des autres types de lichens par son thalle étalé, plus ou moins ondulé, aux lobes décollés en général peu adhérents au substrat. Fragile, il peut se détacher facilement mais reste quand même mieux accroché que le lichen fruticuleux.
Les lichens foliacés, dont seule la surface supérieure est exposée à l’air ambiant, sont plus efficaces dans la récupération des composés dont le dépôt est principalement gravitationnel (particules, par exemple). Ce sont donc souvent des bio-indicateurs de la qualité de l’air présents sur tout le territoire, faciles à analyser et permettant une cartographie précise de la qualité actuelle de l’air,.

## Biologie
Les lichens foliacés ne possèdent pas de parenchyme comme la majorité des plantes, cependant certaines espèces possèdent un tissu cortical mature, comparable au parenchyme.

## Écologie
Le lichen foliacé peut servir d’indicateur de qualité de l’air. Les espèces de lichens foliacés poussant dans un milieu peu pollué sont nombreuses et ont des lobes bien développés et bien décollés de l’arbre sur lequel elles poussent. En revanche, les lichens foliacés poussant dans des milieux urbains et pollués sont peu nombreux et atrophiés, très collés au tronc.

## Espèces
- Candeleria concolor[7] ;
- Xanthoria parietina[7].